# Lonate Pozzolo
Lonate Pozzolo là một đô thị và thị xã của Ý. Đô thị này thuộc tỉnh Varese trong vùng Lombardia. Lonate Pozzolo có diện tích km2, dân số theo ước tính năm 2010 của Viện thống kê quốc gia Ý là 11.780 người. 
Các đơn vị dân cư:
Đô thị Lonate Pozzolo giáp với các đô thị: